# Лоялсок Тауншип (округ Лайкомінг, Пенсільванія)
Лоялсок Тауншип (англ. Loyalsock Township) — селище (англ. township) в США, в окрузі Лайкомінг штату Пенсільванія. Населення — 11 561 особа (2020).

### Клімат
| Клімат : Лоялсок Тауншип | Клімат : Лоялсок Тауншип | Клімат : Лоялсок Тауншип | Клімат : Лоялсок Тауншип | Клімат : Лоялсок Тауншип | Клімат : Лоялсок Тауншип | Клімат : Лоялсок Тауншип | Клімат : Лоялсок Тауншип | Клімат : Лоялсок Тауншип | Клімат : Лоялсок Тауншип | Клімат : Лоялсок Тауншип | Клімат : Лоялсок Тауншип | Клімат : Лоялсок Тауншип | Клімат : Лоялсок Тауншип |
| Показник                 | Січ.                     | Лют.                     | Бер.                     | Квіт.                    | Трав.                    | Черв.                    | Лип.                     | Серп.                    | Вер.                     | Жовт.                    | Лист.                    | Груд.                    | Рік                      |
| Абсолютний максимум, °C  | 21,1                     | 21,7                     | 30,6                     | 35,6                     | 35,6                     | 40,0                     | 41,1                     | 39,4                     | 38,9                     | 33,9                     | 28,3                     | 21,1                     | 41,1                     |
| Середній максимум, °C    | 1,2                      | 3,3                      | 8,8                      | 16,1                     | 21,9                     | 26,5                     | 28,7                     | 27,6                     | 23,1                     | 16,7                     | 9,9                      | 3,4                      | 15,6                     |
| Середній мінімум, °C     | −7,1                     | −5,9                     | −1,9                     | 3,8                      | 8,8                      | 14,2                     | 16,6                     | 15,9                     | 11,7                     | 5,3                      | 0,7                      | −4,3                     | 4,8                      |
| Абсолютний мінімум, °C   | −28,9                    | −27,8                    | −20,6                    | −13,3                    | −2,2                     | 2,2                      | 6,1                      | 3,3                      | −2,2                     | −7,2                     | −16,1                    | −26,1                    | −28,9                    |
| Норма опадів, мм         | 69                       | 59                       | 75                       | 82                       | 93                       | 100                      | 110                      | 98                       | 106                      | 87                       | 95                       | 74                       | 1048                     |
| Днів з опадами           | 11,0                     | 9,7                      | 11,5                     | 11,6                     | 13,3                     | 11,9                     | 11,4                     | 10,3                     | 10,0                     | 10,3                     | 11,0                     | 10,8                     | 132,8                    |
| Днів зі снігом           | 7,4                      | 5,6                      | 3,5                      | 0,7                      | 0                        | 0                        | 0                        | 0                        | 0                        | 0,1                      | 1,3                      | 5,3                      | 23,9                     |
| ------------------------ | ------------------------ | ------------------------ | ------------------------ | ------------------------ | ------------------------ | ------------------------ | ------------------------ | ------------------------ | ------------------------ | ------------------------ | ------------------------ | ------------------------ | ------------------------ |
| Джерело: NOAA            |                          |                          |                          |                          |                          |                          |                          |                          |                          |                          |                          |                          |                          |

## Демографія
Згідно з переписом 2010 року, у селищі мешкало 11 026 осіб у 4709 домогосподарствах у складі 2962 родин. Було 4940 помешкань
Расовий склад населення:
| - 93,8 % — білих - 2,8 % — чорних або афроамериканців - 1,4 % — азіатів - 0,1 % — корінних американців |

До двох чи більше рас належало 1,4 %. Частка іспаномовних становила 1,2 % від усіх жителів.
За віковим діапазоном населення розподілялося таким чином: 18,4 % — особи молодші 18 років, 53,8 % — особи у віці 18—64 років, 27,8 % — особи у віці 65 років та старші. Медіана віку мешканця становила 50,0 року. На 100 осіб жіночої статі у селищі припадало 86,6 чоловіків;  на 100 жінок у віці від 18 років та старших — 83,4 чоловіків також старших 18 років.
Середній дохід на одне домашнє господарство  становив 69 101 долар США (медіана — 44 239), а середній дохід на одну сім'ю — 91 256 доларів (медіана — 80 387). Медіана доходів становила 60 223 долари для чоловіків та 39 301 долар для жінок. За межею бідності перебувало 14,1 % осіб, у тому числі 26,9 % дітей у віці до 18 років та 6,9 % осіб у віці 65 років та старших.
Цивільне працевлаштоване населення становило 4676 осіб. Основні галузі зайнятості: освіта, охорона здоров'я та соціальна допомога — 37,1 %, виробництво — 8,5 %, мистецтво, розваги та відпочинок — 7,6 %, роздрібна торгівля — 7,5 %.